# Morcourt (Somme)
Morcourt é uma comuna francesa na região administrativa de Altos da França, no departamento de Somme. Estende-se por uma área de 7,56 km². Em 2010 a comuna tinha 328 habitantes (densidade: 43,4 hab./km²).